# Bottega Veneta

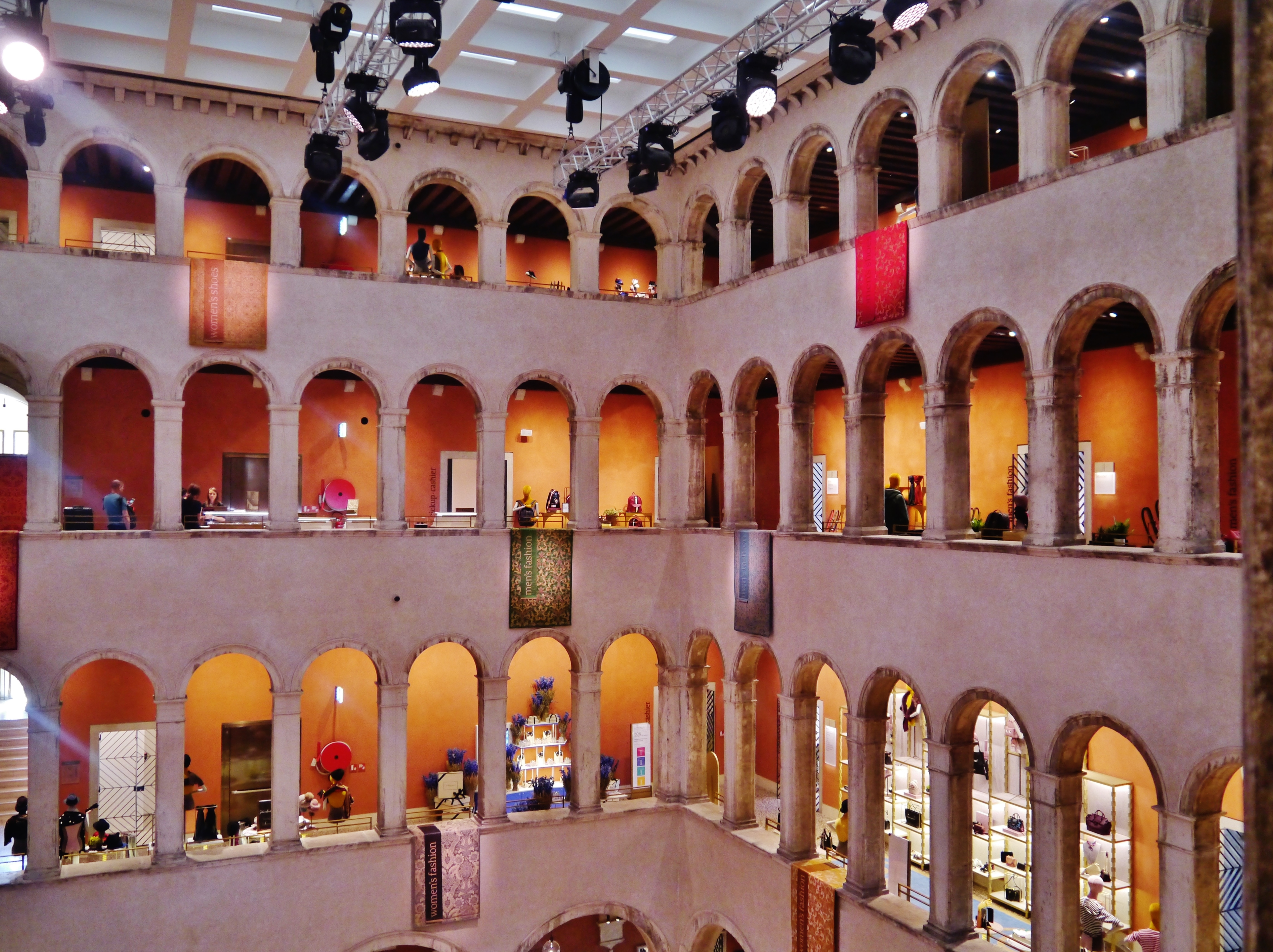
Bottega Veneta Boutique in Venedig

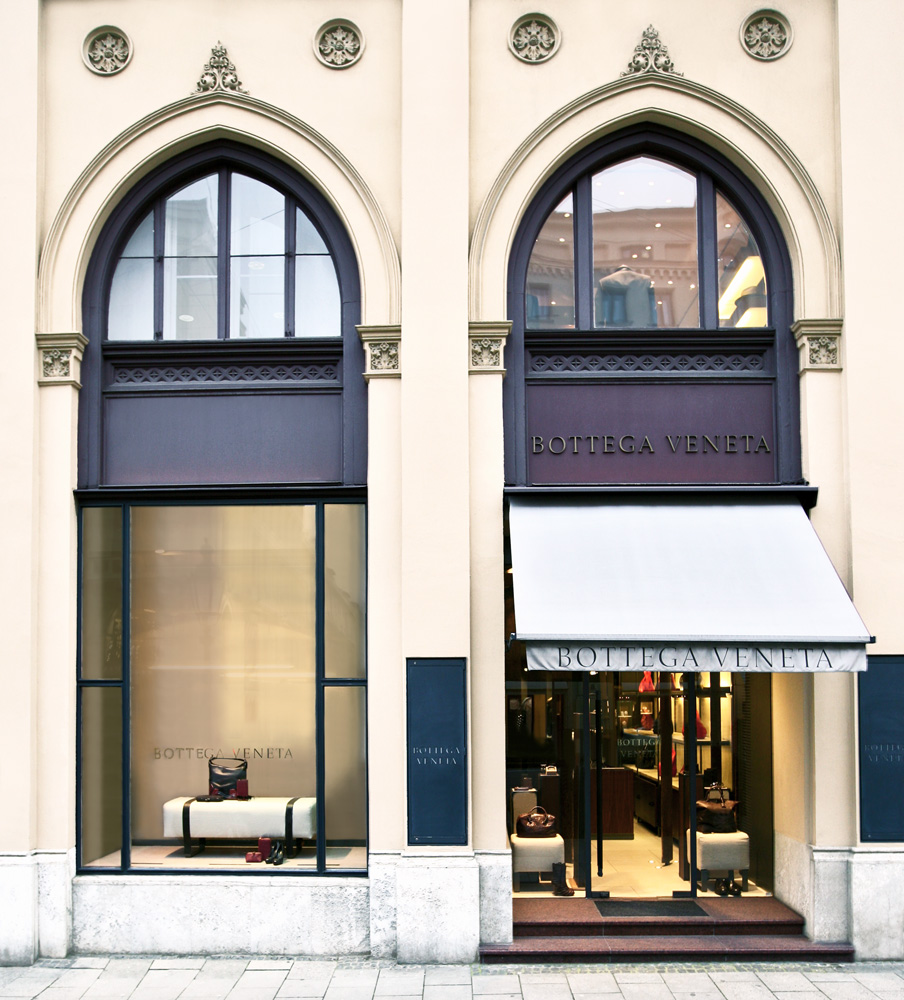
Boutique auf der Maximilianstraße in München

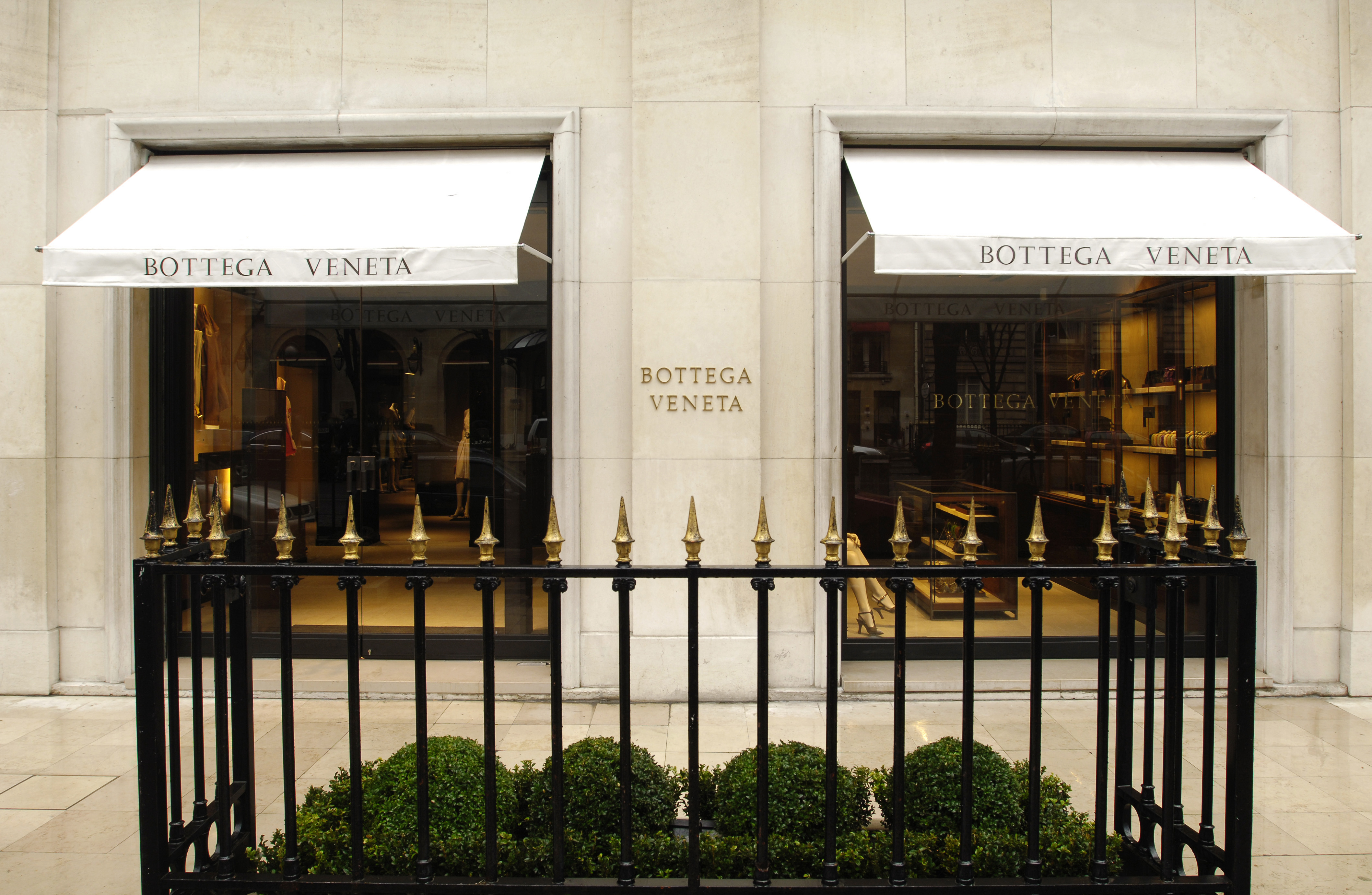
Boutique in Paris

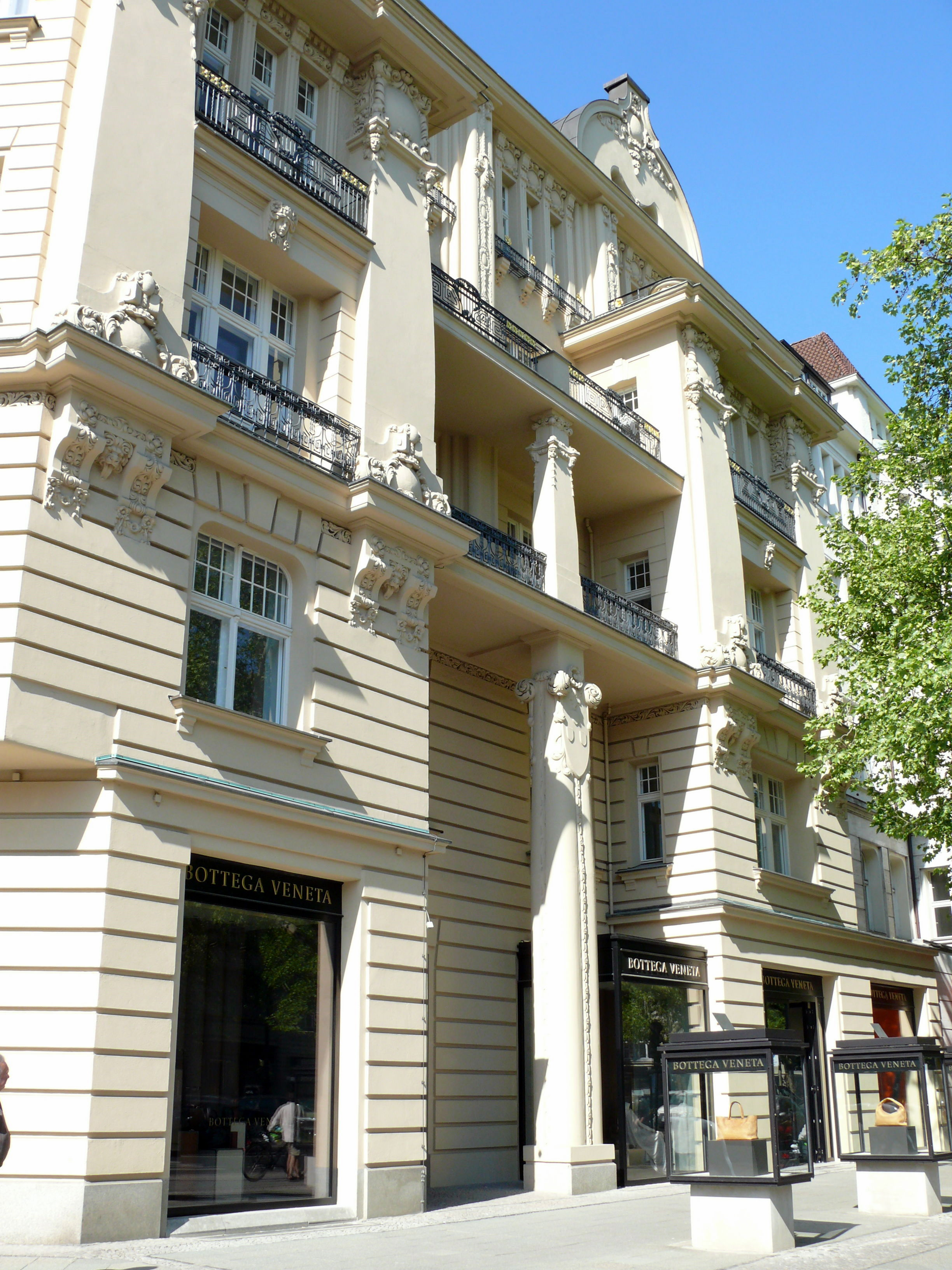
Boutique auf dem Kurfürstendamm in Berlin

Bottega Veneta ist ein italienisches Mode- und Accessoires-Unternehmen, das vor allem für seine hochpreisigen Lederwaren international bekannt ist. Die Zentrale des 1966 in Venetien gegründeten Unternehmens befindet sich in Mailand, die Fertigung in Montebello Vicentino und der Hauptsitz im schweizerischen Cadempino.

## Geschichte
Bottega Veneta wurde 1966 im italienischen Vicenza von den Unternehmern Michele Taddei und Renzo Zengiaro gegründet. Der Unternehmensname bedeutet „venezianische Werkstatt“. Ziel des Unternehmens war von Anfang an die handwerkliche Produktion von Lederwaren. Das Unternehmen entwickelte ein Leder-Flechtmuster, das sogenannte Intrecciato (it. für „geflochten“), das die Außenseite vieler seiner Produkte ziert und weitgehend mit der Marke assoziiert wird.
In den 1970er Jahren begann das Unternehmen, mit dem Slogan „When your own initials are enough“ (dt. „Wenn Ihre eigenen Initialen ausreichen“) zu werben, der einen Verzicht auf Marken-Logos auf den Produkten unterstreichen sollte. Das erste Ladengeschäft außerhalb Italiens wurde 1972 auf der Madison Avenue in Manhattan eingeweiht. Laura Braggion, damals Ehefrau von Taddei, übernahm die Leitung des Amerika-Geschäfts. 1975 wurden Schuhe in das Sortiment aufgenommen. Taddei und Zengiaro zogen sich in den späten 1970ern aus dem Geschäft zurück. Braggion, mittlerweile von Taddei geschieden, übernahm die kreative Leitung und ihr neuer Ehemann Vittorio Moltedo die Geschäftsführung. Bis Anfang der 1980er Jahre entwickelte sich Bottega Veneta zu einer Marke des internationalen Jetsets; zu den Kundinnen zählten Jacqueline Kennedy Onassis und Farah Pahlavi. Andy Warhol, den Braggion in New York kennengelernt und für den sie Ende der 1970er ein Jahr lang als Sekretärin gearbeitet hatte, drehte 1980 einen Kurzfilm für das Unternehmen.
Ab den späten 1980er Jahren begann der Erfolg von Bottega Veneta zu schwinden. Das Unternehmen beging den Fehler, sein Image zu ändern, die Produktqualität zu vernachlässigen und die Produkte mit einem „BV“-Logo zu schmücken. 1998 wurde unter Laura Moltedos Leitung und mit Hilfe der amerikanischen Designer Edward Buchanan und Manuela Morin eine Bekleidungslinie von Bottega Veneta aufgelegt, die bei der Mailänder Modewoche auf dem Laufsteg präsentiert wurde. Im Jahr 2000 beauftragte Moltedo die britischen Designer Giles Deacon and Stuart Vevers sowie die Stylistin Katie Grand in dem Versuch, die Marke mit knalligen Farben und Logo-Aufdrucken zu modernisieren. Im gleichen Jahr wurde die Mailänder Zentrale von Bottega Veneta an der äußeren Ringstraße der Innenstadt Mailands eingerichtet.
Im Februar 2001, als Bottega Veneta kurz vor der Insolvenz stand, wurde das angeschlagene Unternehmen für 156 Millionen US-Dollar von der damaligen Gucci Group übernommen. Zwischen 1999 und 2001 kaufte der damalige PPR-Konzern die Gucci Group, und damit Bottega Veneta, auf und benannte sich 2013 in Kering um. Die Moltedos verließen das Unternehmen, und die Modesparte von Bottega Veneta wurde vorübergehend eingestellt. Tom Ford, zwischen 1990 und 2004 Kreativdirektor bei Gucci, berief im Juni 2001 den deutschen Designer Tomas Maier, der zuvor für Sonia Rykiel und Hermès gearbeitet hatte und den Ford aus New York kannte, zum Chefdesigner von Bottega Veneta. Nachdem ihm die Leitung vom Produkt- und Ladendesign bis hin zur Werbung bei Bottega Veneta übertragen worden war, ließ Maier sichtbare Logos von den Produkten der Marke entfernen und rückte stattdessen das Intrecciato-Flechtmuster sowie die handwerkliche Fertigung der Artikel in den Vordergrund. Die amerikanische Vogue beschrieb den Imagewechsel als ein Beispiel des damals aufkommenden „Stealth Wealth“, also dezenter, unterschwelliger Wohlstand. Maier präsentierte seine erste Prêt-à-porter-Modenschau für Damen im Februar 2005 und die erste Herren-Modenschau im Juni 2006 bei der Mailänder Modewoche. Im April 2006 brachte das Unternehmen seine erste Schmucklinie heraus, die in Pforzheim gefertigt wird, und weitete das Sortiment auch auf Innen- und Möbeldesign aus. 2011 wurde zusammen mit Coty Inc. der Damenduft Bottega Veneta lanciert, 2013 das Äquivalent für Herren. Seither sind weitere Parfüms des Unternehmens erschienen. Zwischen 2011 und 2012 richtete Maier für Bottega Veneta Suiten in den St. Regis Hotels in Rom und Florenz sowie des Park Hyatts in Chicago ein. Im September 2016 feierte Bottega Veneta das 50-jährige Bestehen des Unternehmens bei seiner jährlichen Modenschau in der Mailänder Accademia di Belle Arti di Brera. Dabei wurde gleichzeitig Maiers 15-jähriges Jubiläum als Kreativdirektor gefeiert.
Im Geschäftsjahr 2001 betrug der Umsatz von Bottega Veneta etwa 36 Millionen Euro, 2005 um die 160 Millionen Euro, 2009 ca. 402 Millionen Euro, 2012 waren es 945 Millionen Euro und 2013 wurde mehr als eine Milliarde Euro erwirtschaftet. Seit 2015 (Umsatz: 1,3 Milliarden Euro) stagnierten die Umsätze bei Bottega Veneta, ab 2016 gingen sie zurück. CEO von Bottega Veneta waren ab 2001 der Italiener Patrizio di Marco und ab 2009 der Italiener Marco Bizarri, der 2014 zu Gucci wechselte. Auf ihn folgte der Italiener Carlo Alberto Beretta, ein ehemaliger Zegna-Manager, der im September 2016 durch den Deutschen Claus-Dietrich Lahrs, ein ehemaliger Dior- und Boss-Manager, ersetzt wurde. Im Juni 2019 löste Bartolomeo Rongone Claus-Dietrich Lahrs als CEO ab.
Am 13. Juni 2018 gab Kering nach 17 Jahren den Abschied von Maier bekannt. In der Presse wurde vermutet, dass Maiers dezente Entwürfe in Zeiten von schrillen und äußerst umsatzstarken Entwürfen bei den Kering-Tochterfirmen Gucci (Umsatz 2017: 6,2 Mrd. Euro), Saint Laurent (Umsatz 2017: 1,5 Mrd. Euro) und Balenciaga nicht länger zur Strategie des Luxusgüterkonzerns passten. Am 15. Juni 2018 benannte Kering den Briten und ehemaligen Céline-Designdirektor Daniel Lee zum Chefdesigner bei Bottega Veneta. Lee gelang es, mit seinen Designs Trends zu setzen und in kurzer Zeit für steigende Umsätze zu sorgen. Umso mehr überraschte es die Modewelt, als die Luxusmarke und der Designer im November 2021 in einer gemeinsamen Erklärung das Ende der Zusammenarbeit verkündeten. Lees Nachfolger auf dem Posten des Kreativdirektors ist der Franzose Matthieu Blazy.

## Kollaborationen
Bottega Veneta arbeitet bei Werbekampagnen mit bekannten Fotografen zusammen, so etwa bei der „Art of Collaboration“-Reihe mit Juergen Teller (Herbst 2015), Robert Longo (Herbst 2010) und Nan Goldin (Frühjahr 2010).
2012 veröffentlichte Bottega Veneta ein erstes Buch über die Geschichte und Handwerkskunst des Unternehmens. Das Buch ist das Ergebnis einer Zusammenarbeit von Maier selbst mit dem New Yorker Werbefachmann Sam Shahid und mehreren Modejournalisten. Ein zweites Buch über das „Art of Collaboration“-Projekt erschien im Oktober 2015.

## Atelier in Montebello Vicentino
2013 eröffnete Bottega Veneta ein neues Atelier in Montebello Vicentino. Der Komplex wurde mit einem Augenmerk auf umweltfreundliches und nachhaltiges Bauen (die sogenannten LEED-Richtlinien) unter Aufsicht von Maier restauriert bzw. erbaut. Maier zufolge ist die Beibehaltung des Betriebs von Bottega Veneta in Vicenza maßgeblich für die Aufrechterhaltung der Traditionen und Ideale der Marke.
Im Atelier sind nun auch die Scuola dei Maestri Pellettieri di Bottega Veneta – die unternehmenseigene Schule für die Ausbildung der Angestellten – sowie die Archive und das Museum von Bottega Veneta untergebracht. Die ursprünglich im Sommer 2006 eröffnete Schule soll angesichts der Bedeutung von handwerklichem Können und der rückläufigen Zahl von Sattlermeistern in Italien zukünftige Generationen von Lederhandwerkern ausbilden und fördern. Die Auszubildenden müssen ein dreijähriges Unterrichtsprogramm absolvieren, bevor sie im Atelier selbst arbeiten dürfen.

## Boutiquen
Die Produkte von Bottega Veneta werden weltweit vertrieben. 2001 existierten 21 Bottega Veneta Ladengeschäfte. Bis 2007 wurden über 100 weitere eröffnet; 2017 gab es 251 Boutiquen in 43 Ländern.
Im September 2013 weihte Bottega Veneta seine erste „Maison“ (frz. für „Haus“) in einem historischen Gebäude auf der Via Sant’Andrea in Mailand ein. Die Boutique mit einer Fläche von über 1000 m² war die erste, die alle Produkte der Marke unter einem Dach vereint, einschließlich Kollektionen aus den Bereichen Lederwaren, Prêt-à-porter für Damen und Herren, Schuhe, Schmuck, Brillen, Düfte, Gepäck, Möbel und Wohnen. 2015 kündigte Bottega Veneta die Eröffnung eines Home-Ladengeschäfts in der Mailänder Via Borgospesso an, das ausschließlich Möbel und Wohnaccessoires führt. Die 205 m² große Boutique im Erdgeschoss des Palazzo Gallarati Scotti aus dem 18. Jahrhundert wurde von Bottega Venetas Kreativdirektor Tomas Maier eingerichtet, um dort Möbel, Beleuchtung sowie Tisch- und Wohndekorationen zu präsentieren. Bottega Veneta eröffnete im Mai 2016 eine weitere Maison auf dem Rodeo Drive in Beverly Hills, 2018 eine auf der Madison Avenue in Manhattan.